# 范遵
范遵（1947年2月14日—），越南太空人，1980年乘坐苏联联盟37号进入太空，是越南、也是亚洲国家中的第一位进入太空的航天员，也是少數獲頒蘇聯英雄勳章的外國人。

## 生平
范遵出生于越南北部太平省太平市茶李江一个农民家庭。他于1965年加入越南人民空军，1967年毕业于苏联克拉斯诺达尔飞行学校，成为米格-17战斗机飞行员，此后进阶接受米格-21训练，1968年加入越南共产党。1968至1969年期间，他被编入越南人民军空军第910航空训练团，参与研发针对美军空袭的夜间拦截战术；1969至1970年调入第923战斗机团，最终于1970至1973年期间服役于第921战斗机团“红星”飞行团执飞米格-21。
在1972年12月18日至27日夜间美军“第2次後衛作戰”（即“圣诞节大轰炸”）期间，时任少校的范遵曾与美国空军战略空军司令部的B-52同温层堡垒重型轰炸机交战至少十余次。12月27日，范遵驾驶米格-21MF型战斗机（编号5121）以超音速逼近一个B-52编队，在4公里范围内发射了两枚导弹。他目视确认并报告称其导弹击中了B-52D型轰炸机，致使该机在和平省-永福省交界处起火坠落。这一宣称可能成为越战中“唯一”空战击落B-52的战例，但美方记录显示该架B-52实际是被地对空导弹击落，双方说法存在矛盾。根据越南人民军出版社出版的阮明心所著《河内——空中奠边府战役》一书，作者确认范遵是在4公里范围内使用两枚K-13空对空导弹击落了该架B-52轰炸机。
范遵表示，由于B-52轰炸机装备了大量红外诱饵，为确保摧毁目标，他必须抵近至2-3公里范围内实施攻击，尽管导弹发射的最小安全射程规定为至少8公里。值得注意的是，越南人民军空军米格飞行员宣称的诸多空战胜利，往往被美方反驳为是地对空导弹或高射炮造成的损失——这种归因被认为“比败给敌方飞行员更不丢面子”。
范遵于1977年进入尤里·加加林空军学院深造（1982年毕业），1979年他被选拔参与“国际宇航合作计划”并开始接受宇航员培训。之后，范遵於1979年4月1日獲選進入蘇聯的太空計劃，其後備人選為裴清廉。1980年7月先后搭乘联盟36号，與蘇聯太空人戈爾巴特科共同参与聯盟37號飞船任务，并进驻禮炮6號空间站开展太空任务。包括測試礦物样本在微重力狀態下的溶化實驗，又在越南上空拍下照片作測量之用。至7月31日完成任務返回地球，前後在太空共逗留7天20小時42分，並繞地球轉了142圈。执行联盟37号任务期间，飞船的发动机系统出现技术故障，范遵奉命关闭所有系统并向指挥中心报告情况。经地面调控后，发动机恢复正常运转，任务得以继续。
1989年，范遵出任越南人民空军政治副司令职务。1999年晋升中將。2000年期间担任国防工业总局局长一职。范已于2008年1月退休。

## 荣誉
范遵在1972年因击落美军B-52战略轰炸机获越南民主共和国授予"人民武装力量英雄"称号；1980年7月31日被苏联授予"苏联英雄"称号，同年8月1日再获越南社会主义共和国"劳动英雄"称号；2011年4月12日俄罗斯为其颁发"航天功绩"勋章，表彰其在载人航天领域推动国际合作的卓越贡献。

## 脚注